# Estauroteca

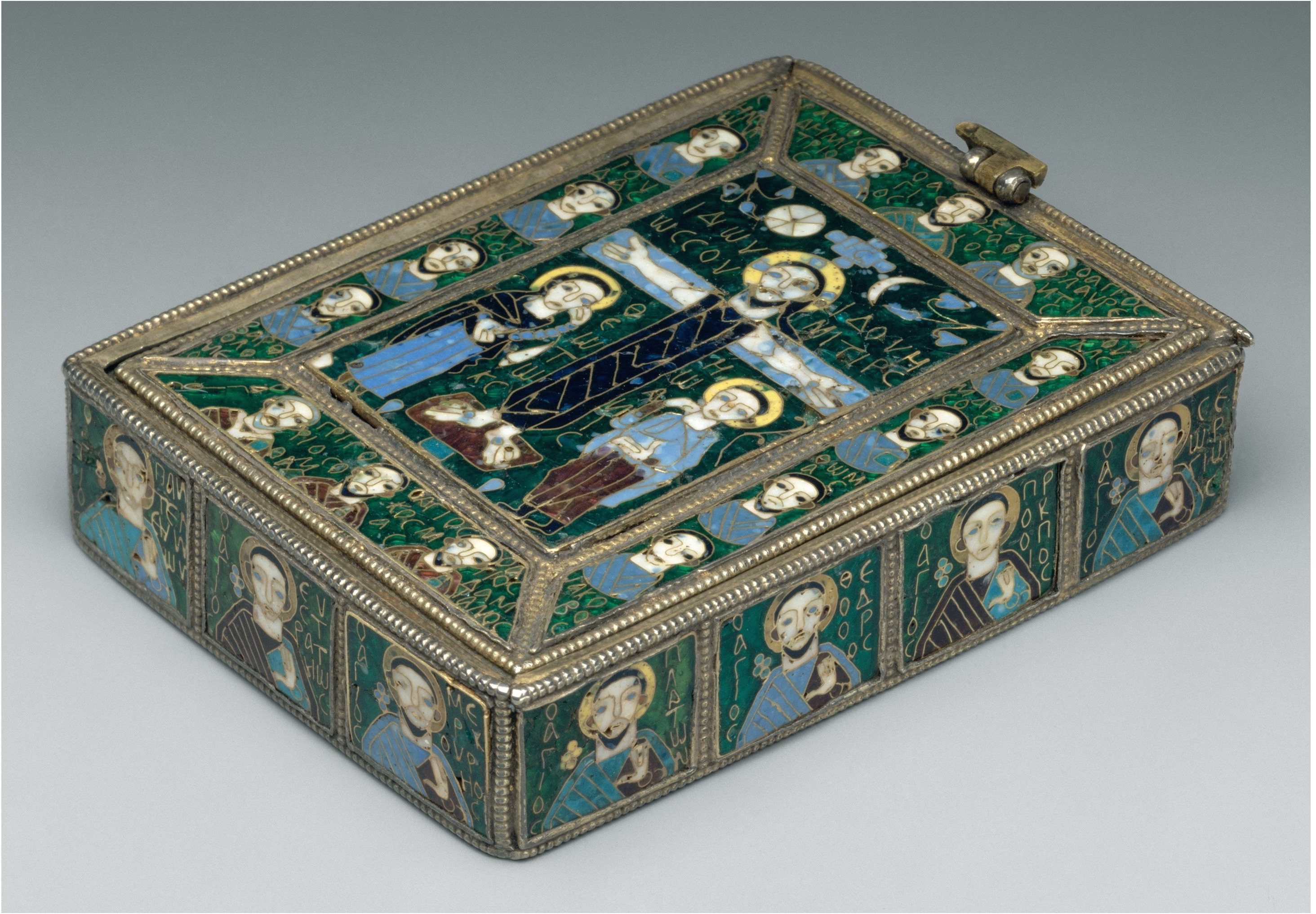
Estauroteca romana d'Orient de principis del, conegut com Fieschi Morgan, Museu Metropolitan d'Art.

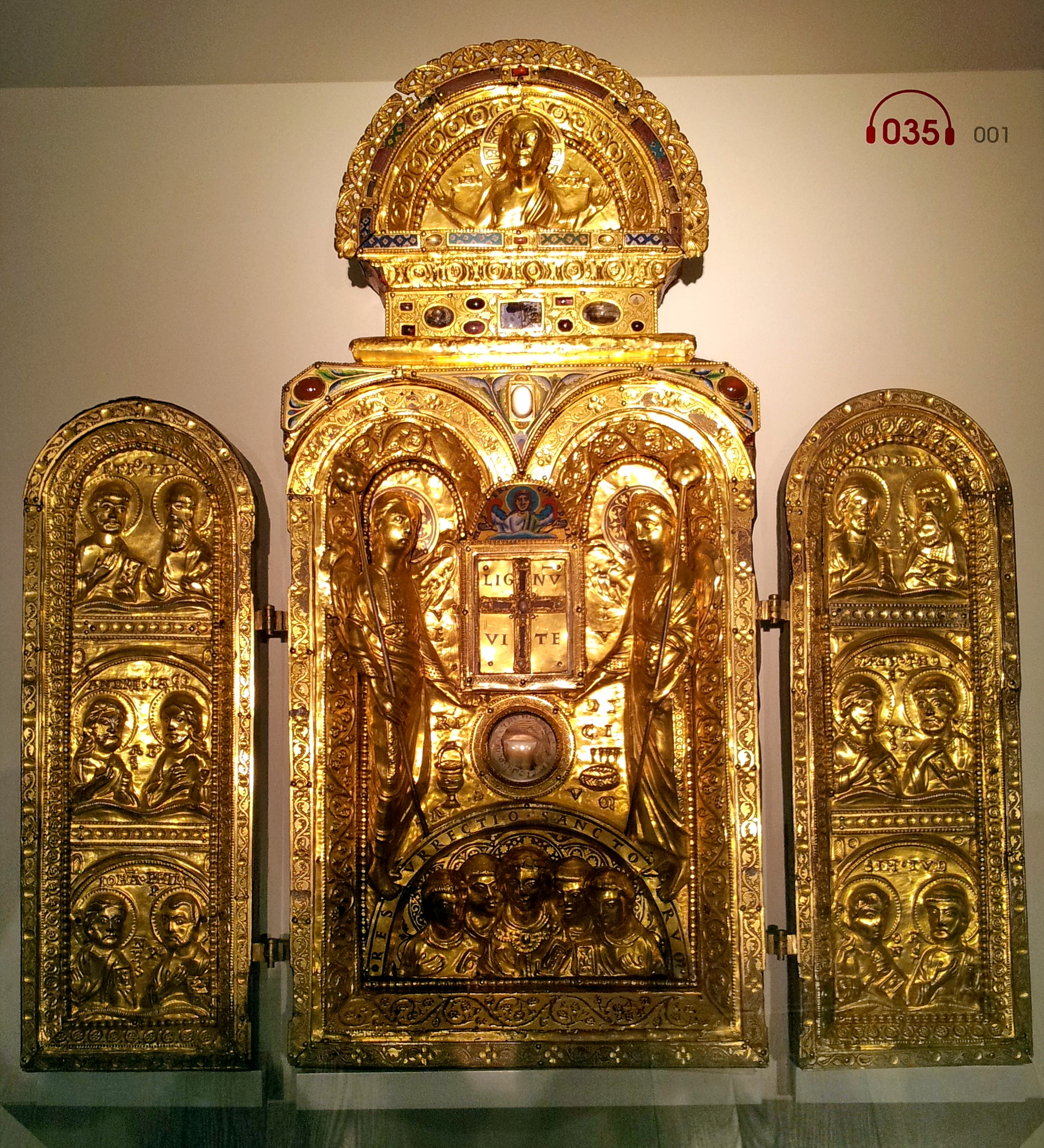
Tríptic de la Santa Creu, Grand Curtius.

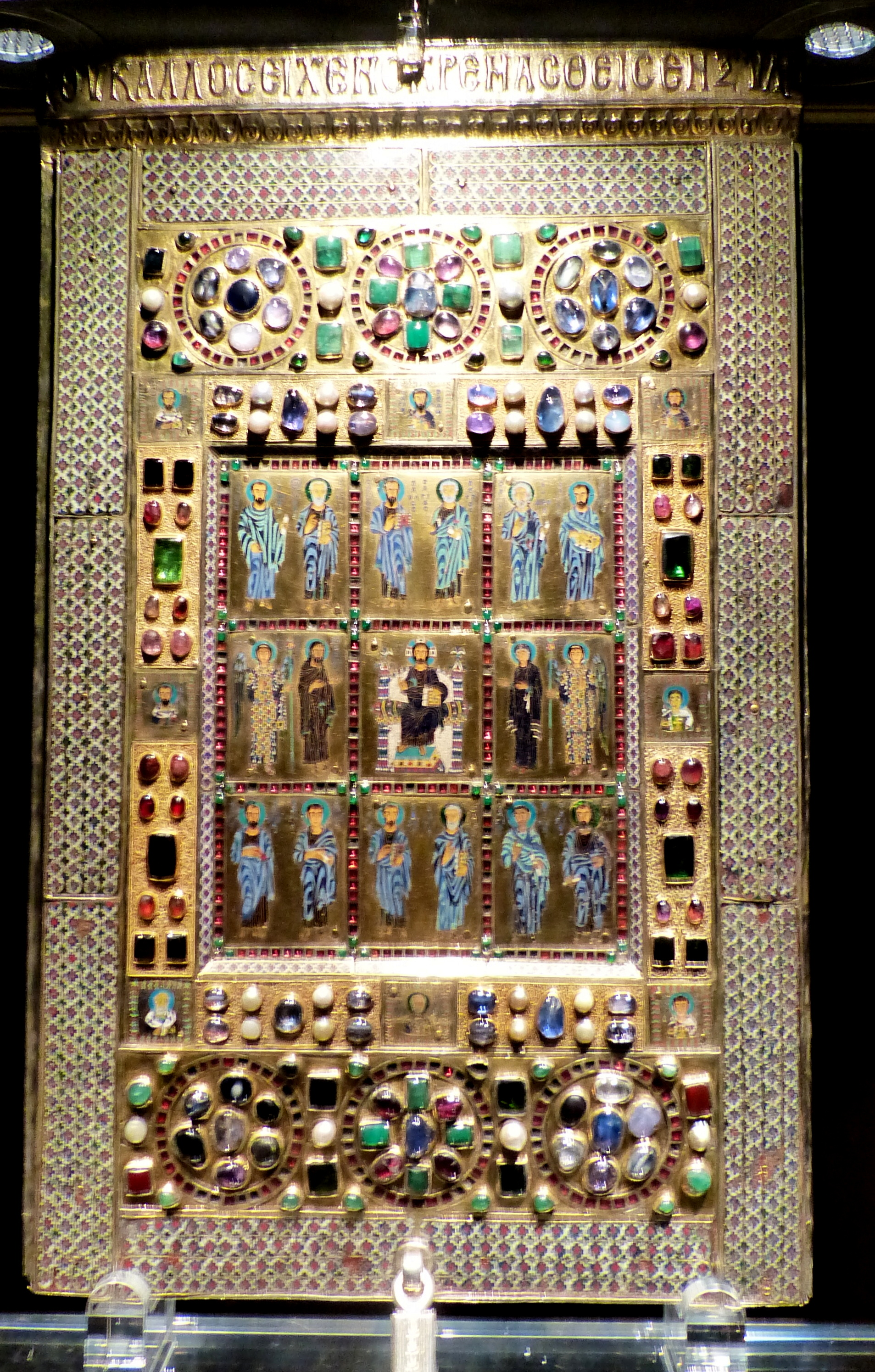
Estauroteca de Limbourg-sur-la-Lahn. Museu Diocesà de Limburg an der Lahn.

Una estauroteca (del grec antic σταυρός staurós creu i θήκη theke contenidor) o reliquiari del Lignum Crucis, és un cofre reliquiari dissenyat per contenir un tros de la Vera Creu sobre la qual Jesús de Natzaret va ser crucificat durant l'episodi de la Passió.

## Gènesi
La Vera Creu, també coneguda com la Santa Creu, és la creu sobre la qual va ser crucificat Jesucrist. Segons la tradició cristiana, va ser Santa Helena, la mare de l'emperador Constantí I, qui va descobrir la Creu de Jesús així com les dels dos lladres, durant un pelegrinatge a Palestina realitzat l'any 326. Es va convertir a partir del segle iv una de les principals relíquies del cristianisme, objecte de particular veneració. Els relicaris que porten el nom d'estauroteca estan fets especialment per allotjar aquests fragments de fusta sagrada..
Les estauroteques romanes d'Orient es feien servir amb força freqüència, perquè contenen una virtut apotropaica. Les estauroteques occidentals, objectes de veneració que han de ser visibles per al major nombre possible de persones, són, en canvi, molt més grans. L'estructura del tríptic apareix simultàniament a la dels tríptics d'ivori de l'època romana d'Orient. En comparació amb les estauroteques de Mosa, els reliquiaris romans d'Orient de la Vera Creu continuen sent receptacles de dimensions modestes.
L'emperador llatí de Constantinoble Baudouin II de Courtenay va vendre a Lluís IX, el futur sant Lluís, algunes de les seves relíquies més preuades, entre elles la creu, la corona d'espines i la pedra del Sant Sepulcre. Van arribar a París el 1241. El prestigi d'aquestes relíquies reflexiona sobre el regne de França. Van rebre un escenari excepcional quan sant Lluís va fer construir a París la Sainte-Chapelle, dissenyada com a capella del seu palau i com a reliquiari monumental de gairebé tres metres d'alçada.

## Estauroteques notables

### Estauroteca de Fieschi Morgan
El relicari està decorat amb esmalts cloisonnats, plata, vermell, or, niello, és de mida modesta, mesura només 2,7 × 10,3 × 7,1 a l'exterior. Data de principis del segle IX, i és probablement d'origen romà d'Orient. La tapa, que llisca, està decorada amb una escena de la Crucifixió i bustos de sants. L'interior de la tapa té quatre episodis de la vida de Crist: Anunciació, Naixement, Crucifixió i Baixada al Llimb. A l'interior del relicari hi ha cinc compartiments de relíquies disposats en forma de creu. A la portada, es mostra Crist, envoltat per la Mare de Déu i Sant Joan, viu, vestit amb una llarga túnica fosca habitual en les representacions orientals d'aquesta escena. Sants o apòstols, tots identificats, envolten l'escena central i decoren els laterals. El papa Innocenci IV (1243-1254) va ser, segons l'avís del Museu Metropolitan d'Art, un dels propietaris d'aquest reliquiari.

### Tríptic de la Santa Creu, Lieja[4]
L'emperador Henri II del Sant Imperi Romanogermànic hauria ofert l'any 1006 a la col·legiata de la Santa Creu de Lieja, les relíquies de la Vera Creu rebudes del rei de França Robert II conegut com el Pietós. El tríptic és de roure cobert de coure daurat, relleu, esmaltat i cisellat, producte de l'orfebreria mosana del segle xii atribuït a Godefroid de Huy. Té quatre fragments disposats en una petita creu d'or vorejada amb un granat i puntejada de perles, ocupant el centre una pedra fina. Fins a 1996, abans de ser restaurat, el reliquiari del tresor era visible al tresor de la catedral. Actualment s'exhibeix al Grand Curtius de Lieja. Segons Philippe Verdier, «els reliquiaris de la Vera Creu tenen quasi sempre la forma d'un tríptic. Queden un cert nombre d'estauroteques romanes d'Orient que, a partir del segle xx, presenten la forma d'un tríptic i on s'utilitzen metalls preciosos, pedres fines, perles i esmalts. Aquesta estructura tríptica apareix simultàniament a la dels tríptics d'ivori del Renaixement romà d'Orient».

### Estauroteca de Limbourg-sur-la-Lahn
Aquesta estauroteca porta al revers una inscripció dedicada al nom de Constantí VII i del seu fill Romà II. Fet amb or, plata daurada, esmalt cloisonné sobre or, perles i pedres precioses, es va fer a mitjans del segle x (entre 945 i 959) i el reliquiari amb compartiments, en nom del pròedre Basili el Paracemomen, bastard de l'emperador romà d'Orient Romà I Lecapè, fou executat a finals del segle x (entre 968 i 985). Es va fer als tallers imperials de Constantinoble. Fragments de la relíquia estan incrustats en forma de creu a l'entorn d'orfebreria. Diversos cubicles amb inscripcions en grec contenen altres objectes sagrats com fragments de la túnica, el sudari, la corona d'espines i fins i tot claus.

## Altres estauroteques
| Descripció | Ubicació                                               | Imatge |
| --- | ------------------------------------------------------ | ------ |
| Estauroteca cruciforme, en or, plata, esmalt, vidre i fusta. Està datat a finals del segle XI. Origen Constantinoble. És una petita creu pectoral (encolpion). | Museu Diocesà de Gènova                                |        |
| Caixa d'Ivan Khvorostinin | Museu del Kremlin                                      |        |
| Reliquiari amb espais per a les relíquies de la veritable creu i el pilar de la flagel·lació, i cinc vials per a les relíquies de Sant Mateu i Blai i Santa Caterina. Coure daurat sobre fusta, pedres precioses, cabochons de cristall, segle XIV. | Tresor de la Basílica de Sant Servaci, Maastricht.     |        |
| Reliquiari que allotja un tros de la Vera Creu | Església Nostra Senyora de l'Assumpció (Metz)          |        |
| Pintura del reliquiari de la Vera Creu i coberta corredissa. Reliquiari romà d'Orient, segle xi per a la pintura. La placa interior, vorejada per un fi fris de palmetes estilitzades, en plata daurada en relleu i gravat, és romana d'Orient. A banda i banda del cubicle del centre en forma de creu llatina destaquen la Mare de Déu i Sant Joan. El marc i la coberta són obra d'un orfebre de la vall del Mosa, cap al 1160-1170. Longitud 30 cm. Plata daurada, esmalts champlevé sobre coure daurat, vernís marró. | Museu del Louvre (París)                               |        |
| Reliquiari de la Vera Creu (vers 1320-1340) conegut com a Jaucourt. Àngels de l'ànima de fusta, plata, caboixó de coure, or, esmalt champlevé, orfebreria. | Museu del Louvre (París)                               |        |
| Reliquiari de la Santa Creu de Poitiers. Només en queda la part central. Les persianes, decorades cadascuna amb tres busts de sants esmaltats a l'interior, van desaparèixer durant la Revolució. La part central només mesura 5,7 cm x 6 cm. El recés per a la relíquia dibuixa una doble creu. Les particions d'or recorren l'esmalt blau safir. La part central estava protegida per persianes decorades a l'exterior amb una creu central i proveïda a les cantonades de cavitats per a les relíquies. | Abadia Sainte-Croix de Poitiers, Saint-Benoît (Vienne) |        |
| Tríptic de Stavelot. Prové del monestir de Stavelot (Bèlgica). Fusta, coure i vermeil, esmalts, pedres semiprecioses. És gran: tancat, mesura 47,9 cm x 32,1 cm x 7,9 cm. Està compost per tres tríptics; els dos petits del centre són romans d'Orient i daten de finals del segle xi o principis del segle xii. El tríptic gran és Moselle i data de 1156-1158. | Biblioteca Pierpont Morgan                             |        |
| Estauroteca de Nicèfor II Focas (963-969). Marfil de l'art de la dinastia macedònia conegut com a Grup de Nicèfor. El frontal porta una creu flanquejada per quatre sants esculpits als peus (la Mare de Déu, Joan Baptista, Sant Esteve (també conegut com "Esteve"), Joan Evangelista) i limitada a la part superior i inferior per dues bandes esculpides decorades. amb sis medallons que contenen Crist (Pantocràtor) flanquejat pels arcàngels Miquel i Gabriel, i Constantí flanquejat per Helena i Longí. El dors porta dues inscripcions, la primera ocupa el centre de la placa i està dibuixada en forma de creu, la segona recorre tota la placa i està malmesa en alguns llocs pels forats de fixació dels claus. L'alçada de les lletres és de 6 a 11 mm. | Església de San Francesco, Cortona (Calabria, Itàlia). |        |
| Creu d'Enric el Lleó, cap al 1180 | Museu de la Catedral d'Hildesheim, Alemanya.           |        |